# Konstanty Wasyl Ostrogski
Pour les articles homonymes, voir Ostrogski (homonymie).
Ne doit pas être confondu avec Konstanty Iwanowicz Ostrogski.
Konstanty Wasyl Ostrogski (né le 2 février 1526, mort le 13 ou 23 février 1608), membre de la famille princière Ostrogski, staroste de Volodymyr, maréchal de Volhynie et voïvode de Kiev.

## Biographie
Konstanty Wasyl Ostrogski est le fils de Konstanty Iwanowicz Ostrogski et de Aleksandra Słucka.

## Mariage et descendance
Il épouse Zofia Tarnowska qui lui donne pour enfants:
- Konstanty Ostrogski († 1588), staroste Włodzimiersk,
- Elżbieta Ostrogska († 1599), épouse de Jan Janusz Kiszka voïvode de Brześć Litewski, puis de Krzysztof Mikołaj Radziwiłł
- Janusz Ostrogski (en) (1554-1620), voïvode de Volhynie, castellan de Cracovie
- Katarzyna Ostrogska (en) (1560–1579), troisième épouse de Krzysztof Mikołaj Radziwiłł
- Oleksander Ostrogski (1571-1603),

## Sources
- Notices d'autorité :   - VIAF
  - ISNI
  - IdRef
  - LCCN
  - GND
  - Pologne
  - NUKAT
  - Tchéquie
  - WorldCat

- (en) Cet article est partiellement ou en totalité issu de l’article de Wikipédia en anglais intitulé « Konstanty Wasyl Ostrogski » (voir la liste des auteurs).

- (pl) Cet article est partiellement ou en totalité issu de l’article de Wikipédia en polonais intitulé « Konstanty Wasyl Ostrogski » (voir la liste des auteurs).